# Heliconia tacarcunae
Heliconia tacarcunae är en enhjärtbladig växtart som beskrevs av Bengt Lennart Andersson. Heliconia tacarcunae ingår i släktet Heliconia och familjen Heliconiaceae. Inga underarter finns listade.